# Mariona Vila
Mariona Vila (Barcelona, 1958) és una compositora, cantant i pedagoga catalana.

## Biografia
Es formà al Conservatori Municipal de Barcelona i també va estudiar tècnica i interpretació operística i de lied amb Dolors Aldea i Jerzy Artysz, a més de tècnica teatral amb Lluís Homar. Ha desenvolupat una intensa activitat docent com a professora de piano i música de cambra; ha estat impulsora i directora tècnica de l'Escola d'Òpera de Barcelona (1990-1993) i directora de l'Escola de Música del Palau, i ha col·laborat amb el Servei Educatiu de l'Auditori de Barcelona.
El seu catàleg abraça més de mig centenar de composicions, que inclouen obra coral i per a veu solista, així com música instrumental, entre elles la Sonata para clarinet i fagot (1983); Tanguinsky (2000), per a piano; Kaos (2006), per a grup instrumental i tenora, i Portraits (2007), per a trio de vent.
També és autora de creacions en l'àmbit de la música escènica, com l'òpera Regals (2002), estrenada en el Teatre Lliure en el marc del projecte pedagògic «Òpera a Secundària», i per encàrrec de l'Auditori de Barcelona va compondre Palau i Fabre, 90 anys (2007), cicle de dinou cançons en homenatge al poeta. El març de 2009 estrenà, al Foyer del Gran Teatre del Liceu, l'espectacle familiar La primera cançó, encàrrec de la mateixa institució lírica, i l'abril de 2010, Instrucciones para subir una escalera, composició per a quartet vocal a partir d'un text de Julio Cortázar, estrenada a la basílica de la Mercè dins la temporada AvuiMúsica de l'Associació Catalana de Compositors.
L'octubre de 2011, juntament amb el pianista i compositor Lluís Vidal, signà la música de l'obra teatral El Comte Arnau, amb text de Joan Maragall, que es va representar al Teatre Nacional de Catalunya. La seva darrera creació és la cantata infantil Ha passat un àngel, amb llibret de Guillem Clua, obra encàrrec del projecte Cantània dins la temporada 2012-2013 de l'Auditori de Barcelona.